# Еллісвілл (Іллінойс)
Еллісвілл (англ. Ellisville) — селище (англ. village) в США, в окрузі Фултон штату Іллінойс. Населення — 87 осіб (2020).

## Географія
Еллісвілл розташований за координатами 40°37′38″ пн. ш. 90°18′22″ зх. д. / 40.62722° пн. ш. 90.30611° зх. д. (40.627308, -90.306042).  За даними Бюро перепису населення США в 2010 році селище мало площу 0,70 км², уся площа — суходіл.

## Демографія
Згідно з переписом 2010 року, у селищі мешкало 96 осіб у 35 домогосподарствах у складі 29 родин. Густота населення становила 137 осіб/км².  Було 40 помешкань (57/км²).
Расовий склад населення:
| - 99,0 % — білих - 1,0 % — осіб інших рас |

До двох чи більше рас належало 0,0 %. Частка іспаномовних становила 1,0 % від усіх жителів.
За віковим діапазоном населення розподілялося таким чином: 26,0 % — особи молодші 18 років, 63,6 % — особи у віці 18—64 років, 10,4 % — особи у віці 65 років та старші. Медіана віку мешканця становила 42,0 року. На 100 осіб жіночої статі у селищі припадало 92,0 чоловіків;  на 100 жінок у віці від 18 років та старших — 86,8 чоловіків також старших 18 років.
Середній дохід на одне домашнє господарство  становив 52 619 доларів США (медіана — 36 000), а середній дохід на одну сім'ю — 61 939 доларів (медіана — 38 333). Медіана доходів становила 26 250 доларів для чоловіків та 22 083 долари для жінок. За межею бідності перебувало 3,8 % осіб, у тому числі 2,6 % дітей у віці до 18 років та 11,8 % осіб у віці 65 років та старших.
Цивільне працевлаштоване населення становило 36 осіб. Основні галузі зайнятості: освіта, охорона здоров'я та соціальна допомога — 36,1 %, роздрібна торгівля — 25,0 %, будівництво — 11,1 %, виробництво — 5,6 %.